# Grupa Jurajska GOPR
Grupa Jurajska GOPR to najmłodsza z grup regionalnych GOPR-u, powstała w 1998 roku. Obszarem działalności grupy jest teren Wyżyny Krakowsko-Częstochowskiej (popularnie zwanej „Jurą Krakowsko-Częstochowską”).

## Historia
Historia zorganizowanego ratownictwa na Jurze zaczyna się praktycznie w roku 1993, kiedy to powstała na Lgotce (obozowisko PZA) w Podlesicach Sezonowa Stacja Ratunkowa Grupy Beskidzkiej GOPR. Konieczność powołania wyspecjalizowanej jednostki ratowniczej wiązała się z gwałtownie rozwijającą się w regionie wspinaczką skałkową oraz eksploracją jaskiń. Prowadziło to do coraz większej ilości wypadków, których ze względu na specyfikę terenu nie mogły „obsłużyć” tradycyjne służby.
W związku z brakiem wsparcia i zapewnienia specjalistycznego sprzętu ze strony władz Grupy Beskidzkiej, w roku 1996 powstało Jurajskie Ochotnicze Pogotowie Ratunkowe – JOPR.
Z czasem sytuacja sprzętowa poprawiła się, rosły szeregi ratowników, ale jako małe stowarzyszenie JOPR zaczął wyczerpywać możliwości dalszego rozwoju. Ostatecznie po wielu dyskusjach i rozmowach z Członkami Zarządu GOPR postanowiono stworzyć nową, siódmą grupę regionalną GOPR. Decyzją VI Zjazdu Delegatów GOPR 21 listopada 1998 powołano Grupę Jurajską Górskiego Ochotniczego Pogotowia Ratunkowego.
Inicjatorem powstania i pierwszym naczelnikiem Jurajskiego Ochotniczego Pogotowia Ratunkowego, a następnie Grupy Jurajskiej GOPR był Piotr van der Coghen.